# Aurelio León Rovira
Aurelio León Rovira (Barcelona, 13 d'agost de 1915 - Cornellà de Llobregat, 30 de juny de 1968) fou un futbolista català de les dècades de 1930 i 1940.

## Trajectòria
Jugava a la posició de mig centre. Començà la seva carrera a la UE Sants. Durant la temporada 1935-36 fitxà pel CE Sabadell que jugava a la Segona Divisió espanyola. Abans d'acabar la temporada passà al Vic FC, i el 1937, en plena Guerra Civil, al FC Barcelona. Amb el Barça jugà a primera divisió a començament de la dècada de 1940. Després marxà a Cadis, per jugar al Cadis CF i a l'Hércules de Cadis. Finalitzà la seva carrera novament a Catalunya, a les Terres de l'Ebre (CD Tortosa i CD La Cava), i finalment al Gràcia.